# Histoire du chat

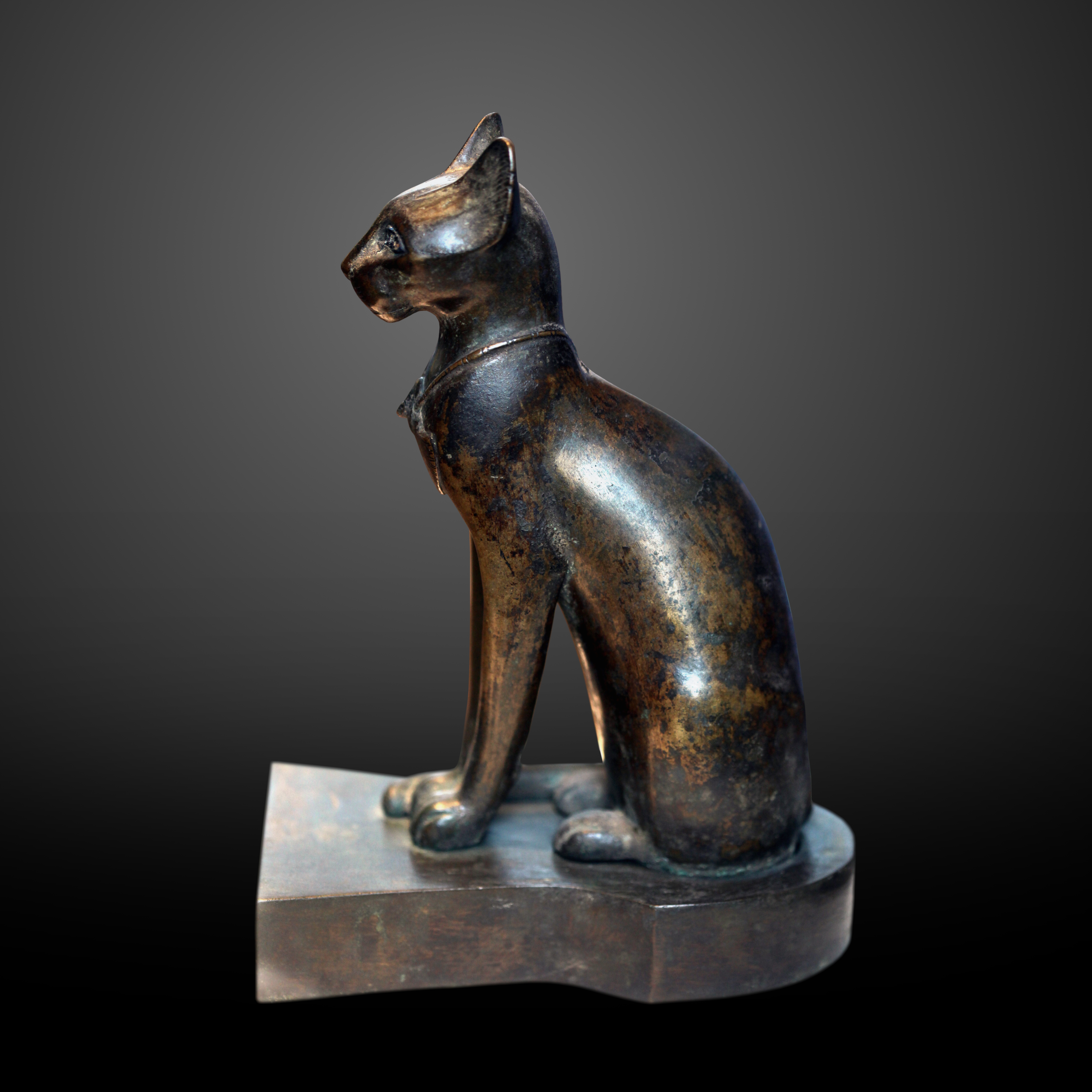
Représentation du chat datant de l'Antiquité égyptienne.

L'histoire du chat rejoint celle de l'homo sapiens autour de 7500 à 7000 av. J.-C., par sa domestication. Utilisé dès lors pour protéger les denrées alimentaires des rongeurs, il ne peut pour autant être dressé. Cette indépendance du chat par rapport aux autres espèces domestiquées engendre un rapport particulier entre l'être humain et le chat, oscillant selon les lieux et les époques entre fascination, vénération et crainte.

## Étymologie
Bien que le mâle soit appelé Mau dans la Haute-Égypte, en référence à l'onomatopée de son miaulement, les femelles sont appelées techau, mot que l'on retrouve gravé dans de nombreuses tombes funéraires féminines. C'est à partir de ce terme que découle le nom chaus, qui a depuis persisté et désigne maintenant un chat sauvage d'Égypte et d'Asie Felis chaus.
Il se voit ensuite attribuer le nom de qato en syriaque. On ignore si ce mot est à l'origine du bas latin cattus, d'où sont issus le terme italien gatto et français « chat ». On a proposé d'autres origines, notamment à partir de l'adjectif latin cautus, qui signifie rusé ou astucieux. L'usage de l'expression qato en Égypte ne correspond pas chronologiquement à l'apparition du chat à Athènes, à Rome ou en Gaule, qu'il précède même de plusieurs siècles. Ces difficultés étymologiques sont renforcées par le fait qu'il n'est pas facile de différencier, dans les textes anciens, le chat des autres chasseurs de rats comme la martre, la fouine, la belette.
Quant au nom du chat en grec ancien, ailouros, il désignerait l'animal « qui remue la queue ». Ce terme permet aujourd'hui de désigner les amateurs de chats sous le vocable d'« ailurophiles ».
Au Moyen Âge, gatti ou cattine fella désignent les peaux de chats. À cette époque, d'autres termes sont également employés pour désigner le chat domestique. Tous commencent par le mot latin mus qui signifie souris. On retrouve notamment musio, murio, murilegus (cueille-souris) et muriceps. Ces dénominations montrent à quel point le chat est intrinsèquement lié à la chasse des souris.
C'est en 1175 que le mot chat apparait pour la première fois dans la langue française. Issu du bas latin cattus, il a remplacé le felis latin générique. Il est peu probable que ce terme ne soit pas issu du latin catus, qui veut dire avisé, ni de catulus, le petit chien, ni encore de captura. Il faut alors chercher son origine du côté de l'Afrique et du Proche-Orient, où le chat se dit  kadista en ancien nubien, qato en syriaque ou quett arabe.
Malgré cette diversité du lexique antique, le terme chat peut être relié, dans de nombreuses langues modernes, à une source unique, contrairement au chien où les étymologies diffèrent totalement. Au chat en français, correspondent par exemple cat en anglais, Kater/Katze en allemand, gato en espagnol, katt en suédois, gatto en italien, kat en néerlandais et en danois. Ce n'est seulement qu'au XVIIIe siècle qu'apparaissent les termes dérivés de chat comme chaton, chatte, chatière.

## Origine du chat

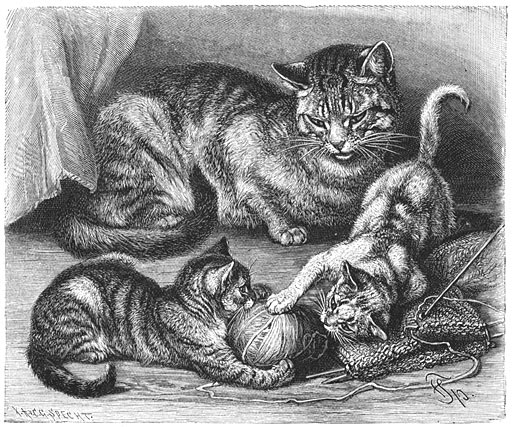
Dans son Het Leven der Dieren Zoogdieren, Brehm désigne le chat domestique comme Felis maniculata domestica.

Les carnivores actuels partagent un ancêtre commun dont ils ont tous hérité et qui serait probablement rattaché aux miacidés. Ces petits carnivores forestiers seraient apparus il y a environ 60 millions d'années et avaient l'allure et la taille des genettes actuelles, avec un corps allongé et une longue queue. Il n'en reste que de rares fossiles dans l'hémisphère nord.
L'origine des félins est mal documentée dans le registre des fossiles car les ancêtres des félidés vivaient en général dans les milieux tropicaux, qui n'offrent pas de bonnes conditions de fossilisation. Les espèces disparues considérées comme les plus proches de l'ancêtre des félins seraient Proailurus (un petit carnassier européen et arboricole apparu il y a 40 millions d'années) puis Pseudaelurus qui vivait il y a 9 à 20 millions d'années en Europe et en Asie et dont les félins actuels ont divergé il y a 10,8 millions d'années.
Pendant l'oligocène, les félidés se répartissent en deux sous-familles. La première était de la classe des Nimravidae, et la deuxième de la classe des Felidae. C'est dans cette classe que l'on trouve l'ancêtre commun des félidés actuels, le proailurus. Pendant le miocène, les descendants de ce dernier, les pseudaelurus, se diversifient, ils pénétrèrent alors en Afrique ainsi qu'en Amérique.
Vers dix millions d'années av. J.-C. ils donnèrent souche aux félidés modernes, favorisé par les steppes et savanes, riches en proies herbivores. C'est à cette époque qu’apparurent les félidés aux longues canines, qui vécurent jusqu'à il y a 10 000 ans av. J.-C. La lignée des petits et grands félins apparait il y a  cinq millions d'années ; originairement d'Asie, ils se dispersent dans le monde entier au plio-pléistocène, excepté en Australie et à Madagascar.
Le chat domestique appartient au genre Felis depuis sa première description par Carl von Linné en 1758 en tant que Felis catus dans la trentième édition de Systema naturae, mais sa position dans la classification des êtres vivants a varié fortement : le chat domestique a pris tantôt le statut d’espèce, tantôt celui de sous-espèce du Chat sauvage (Felis silvestris) et de nombreux synonymes de l’un ou l’autre des termes ont existé.
En 2006, des travaux effectués sur les chromosomes sexuels et l’ADN mitochondrial de toutes les espèces de félins, conjugués à des recherches paléontologiques, ont révélé que la lignée du Chat domestique (Felis catus) a vraisemblablement divergé il y a 3,4 millions d’années, au Pliocène, dans les déserts et les forêts denses du bassin méditerranéen. En 2007, une autre étude moléculaire menée sur 979 individus de chats des sables et des chats sauvages de différentes sous-espèces dont le chat domestique a permis de montrer les liens proches entre le chat ganté (Felis silvestris lybica) et le chat domestique : ceux-ci auraient divergé il y a environ 130 000 ans.
Arbre phylogénétique de Felis silvestris
|  | Felis silvestris ornata - Chat orné   |
|  |                                       |
|  | Felis silvestris bieti - Chat de Biet |
|  |                                       |

|  | Felis silvestris lybica - Chat ganté     |
|  |                                          |
|  | Felis silvestris catus - Chat domestique |
|  |                                          |

|  | Felis silvestris ornata - Chat orné   |
|  |                                       |
|  | Felis silvestris bieti - Chat de Biet |
|  |                                       |

|  | Felis silvestris lybica - Chat ganté     |
|  |                                          |
|  | Felis silvestris catus - Chat domestique |
|  |                                          |

|  | Felis silvestris ornata - Chat orné   |
|  |                                       |
|  | Felis silvestris bieti - Chat de Biet |
|  |                                       |

|  | Felis silvestris lybica - Chat ganté     |
|  |                                          |
|  | Felis silvestris catus - Chat domestique |
|  |                                          |

|  | Felis silvestris ornata - Chat orné   |
|  |                                       |
|  | Felis silvestris bieti - Chat de Biet |
|  |                                       |

|  | Felis silvestris lybica - Chat ganté     |
|  |                                          |
|  | Felis silvestris catus - Chat domestique |
|  |                                          |

|  | Felis silvestris ornata - Chat orné   |
|  |                                       |
|  | Felis silvestris bieti - Chat de Biet |
|  |                                       |

|  | Felis silvestris lybica - Chat ganté     |
|  |                                          |
|  | Felis silvestris catus - Chat domestique |
|  |                                          |

|  | Felis silvestris ornata - Chat orné   |
|  |                                       |
|  | Felis silvestris bieti - Chat de Biet |
|  |                                       |

|  | Felis silvestris lybica - Chat ganté     |
|  |                                          |
|  | Felis silvestris catus - Chat domestique |
|  |                                          |

|  | Felis silvestris ornata - Chat orné   |
|  |                                       |
|  | Felis silvestris bieti - Chat de Biet |
|  |                                       |

|  | Felis silvestris lybica - Chat ganté     |
|  |                                          |
|  | Felis silvestris catus - Chat domestique |
|  |                                          |

|  | Felis silvestris ornata - Chat orné   |
|  |                                       |
|  | Felis silvestris bieti - Chat de Biet |
|  |                                       |

|  | Felis silvestris lybica - Chat ganté     |
|  |                                          |
|  | Felis silvestris catus - Chat domestique |
|  |                                          |

## Histoire

L'expansion du chat à travers le monde.

### Domestication du chat
Les premières découvertes paléontologiques situaient les premiers foyers de domestication du chat en Égypte, vers 2000 av. J.-C., mais la découverte en 2004 par une équipe du CNRS dirigée par Jean Guilaine des restes d’un chat aux côtés de ceux d’un humain dans une sépulture à Chypre repousse le début de cette relation (processus biocénotique de commensalisme) entre 7 500 à 7 000 ans av. J.-C. Le chat découvert présente une morphologie très proche du chat sauvage d’Afrique, sans les modifications du squelette dues à la domestication : il s’agissait d’un chat apprivoisé plutôt que domestiqué. La cohabitation des chats et des êtres humains est probablement arrivée avec le début de l’agriculture : le stockage du grain a attiré les souris et les rats, qui ont attiré les chats, leurs prédateurs naturels.
L'étude menée par Carlos Driscoll et collaborateurs sur l'ADN mitochondrial de 979 chats a permis de déterminer l’origine probable du chat domestique : c’est dans le Croissant fertile que félins et hommes auraient noué contact. Une étude publiée en 2017 par une équipe de l'Institut Jacques Monod à Paris a analysé l'ADN mitochondrial de plus de 250 chats anciens couvrant 9 000 ans et originaires du pourtour méditerranéen jusqu'à la mer baltique. Ceci a montré que les chats proche-orientaux  ont suivi les premiers agriculteurs néolithiques sur leurs migrations vers l'Europe et l'Asie il y a à peu près 7 500 ans, la plus ancienne preuve de la migration des chats en Europe,. De plus ces chercheurs ont pu mettre en évidence une lignée mitochondriale particulière en Égypte qui a été diffusée rapidement dans l'Ancien Monde à partir du 1er millénaire avant notre ère car des chats porteurs de cette lignée ont été identifiés aussi bien en Anatolie que plus tard dans des ports Vikings sur la mer baltique. L'ampleur de la diffusion des chats égyptiens à l'époque de l'antiquité classique indique que ces chats avaient des propriétés particulières qui les ont rendus très populaires.
Il est largement admis que les interactions entre les chats et les humains ont commencé comme une relation commensale. La synanthropisation du chat sauvage s'est développée à partir d'un commensalisme occasionnel, initié par la disponibilité de rongeurs dans les paysages agricoles. À travers les temps, cela a conduit à une dépendance quasi totale des ressources anthropiques et à une adaptation comportementale à l'environnement artificiel et à la proximité des humains, et finalement au mutualisme qui a abouti à la domestication. Cependant, en raison du comportement solitaire et territorial des chats, même les chats domestiques modernes vivent quelque part le long d'un continuum allant de relations étroites avec des personnes à des comportements d'animaux sauvages.
Des preuves archéologiques directes d'une relation commensale entre les éleveurs de mil et les petits félidés se nourrissant dans le réseau trophique humain ont été documentées à Quanhucan en Chine (∼5 560 à 5 280 ans), où les chats-léopards (Prionailurus bengalensis) ont chassé des rongeurs dans un village agricole et pourraient même avoir été nourris. Cependant, cette relation n'a pas conduit à une domestication complète.
Les restes de chats de Pologne datés de 4 200 à 2 300 ans avant notre ère sont actuellement les premières preuves de la migration du chat sauvage du Proche-Orient vers l'Europe centrale. L'étude de leur régime alimentaire révèle que l'équilibre écologique de ces chats était déjà modifié en raison de l'expansion des terres agricoles néolithiques. Les auteurs de l'étude concluent que parmi les chats sauvages du Proche-Orient néolithique tardif de Pologne se trouvaient des individus vivant en liberté, qui se nourrissaient de rongeurs nuisibles et partageaient des niches écologiques avec des chats sauvages européens indigènes.
Le chat domestique n’est pas la seule espèce parmi les Felinae utilisée comme animal de compagnie, le Chat ganté et le Jaguarondi sont ou ont été apprivoisés eux aussi pour chasser les souris et les rats.

### Égypte antique

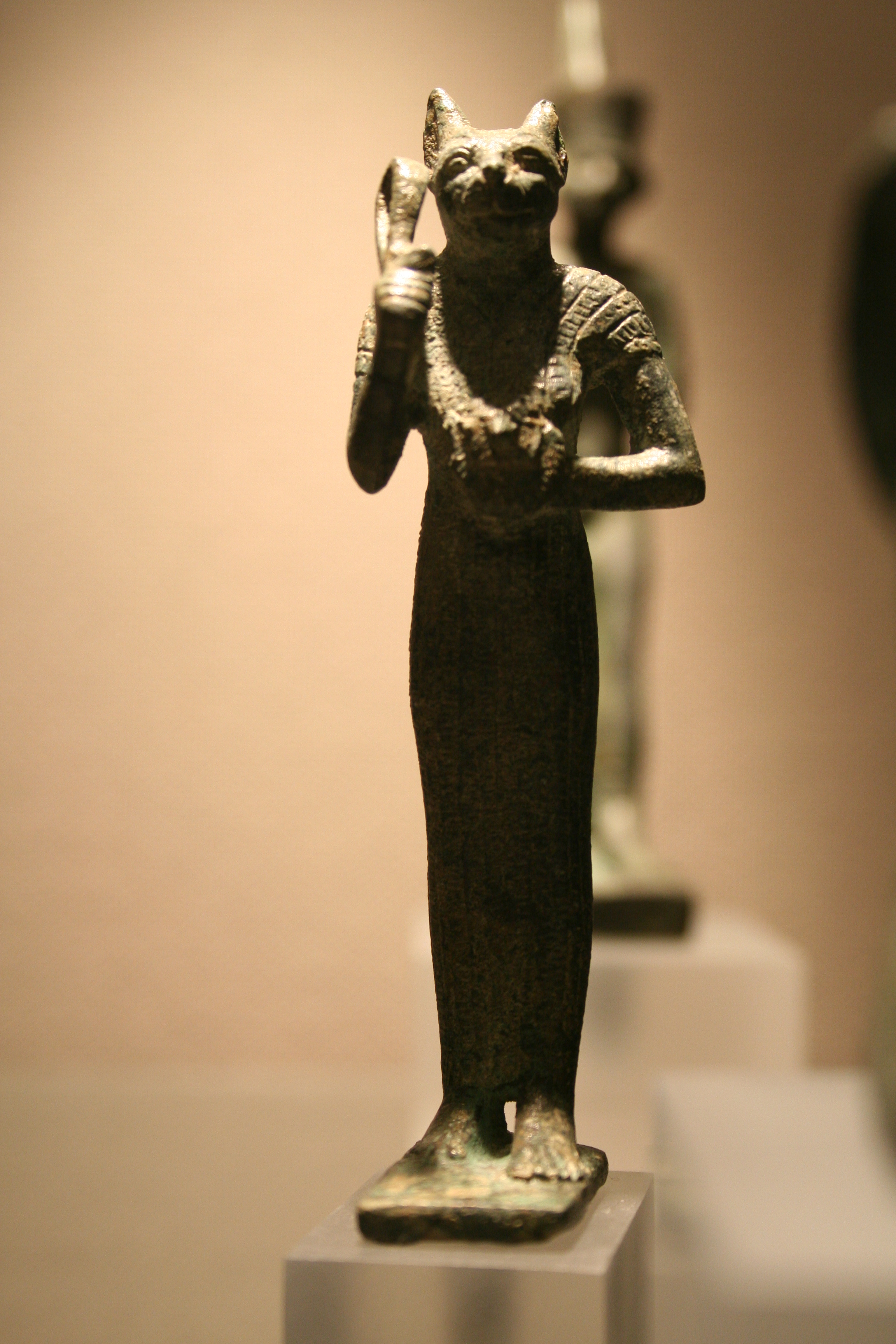
Le chat, divinité égyptienne, statue de Bastet

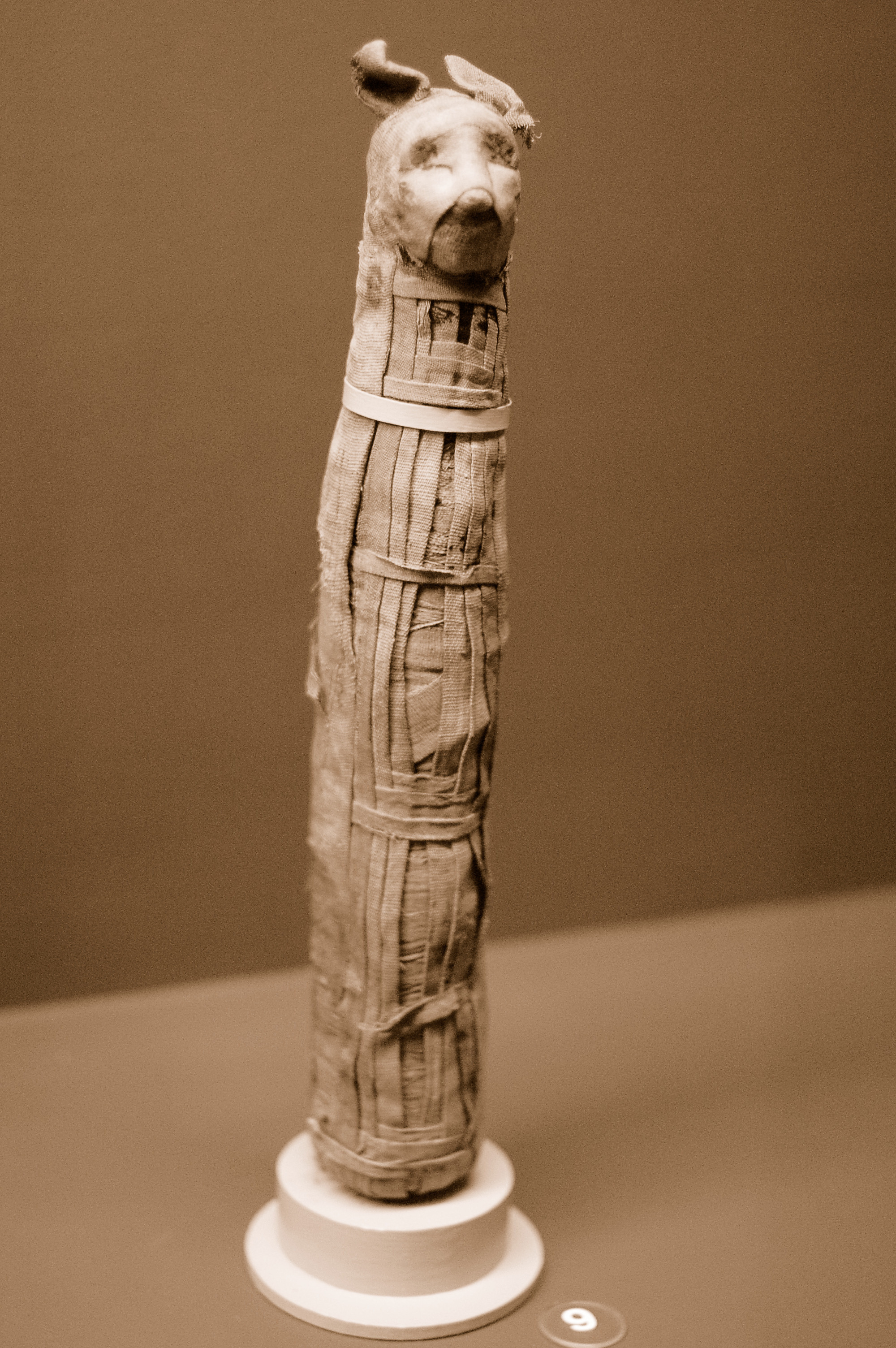
Les chats étaient vénérés et momifiés

Les Égyptiens de l'Antiquité nommaient le chat par l'onomatopée « miou », dont la transcription est miw au masculin et miwt au féminin (le  français utilise également ce genre d'onomatopée qu'on retrouve dans le verbe miauler).
| W19 | i | w | E13 |

| W19 | i | w | E13 |

| W19 | i | w | F28 |

| W19 | i | w | F28 |

On a longtemps pensé que la domestication du chat eut lieu en Égypte au cours du IVe millénaire av. J.-C.. Avant de devenir un animal de compagnie apprécié pour sa douceur, sa grâce et sa nonchalance, le chat est avant tout un animal protecteur des stocks agricoles, comme le montre le village agricole de Quanhucun en Chine où des vestiges de chat datés de 5560–5280 BP dont l'analyse isotopique indique qu'ils se nourrissaient de rongeurs et de millet. En chassant les petits rongeurs, il protège les silos à grain où les Égyptiens entreposaient leur récolte (notamment le blé), ressource vitale pour ce peuple d'agriculteurs. En chassant les rats, le chat élimine un vecteur de maladies graves (comme la peste). Enfin, en chassant les serpents (notamment les vipères à cornes), il rend plus sûrs les alentours des foyers proches d'où il a établi son territoire.
Dans les cours d'Égypte, le chat était déifié, cette tendance à vénérer les animaux se trouvait déjà dans l'ancienne Égypte. En effet, antérieurement les prêtres consacraient leurs attentions au lion, mais celui-ci était féroce et encombrant, le chat n'eut donc pas de mal à s'imposer. Même s'il était encore à cette époque imparfaitement apprivoisé, il se montrait au moins plus docile. De plus, les prêtres remarquèrent qu'au fur et à mesure que les générations passaient, le petit félin acceptait de mieux en mieux l'homme et se laissait même caresser.
La première consécration pour le chat interviendra lorsque la déesse Bastet, symbole de la fécondité et de la beauté, fut représentée avec une tête de chat. La déesse symbolisait la lumière, la chaleur et l'énergie solaire, mais aussi, sous ses traits félins, représentait le mystère, la nuit et la lune. De plus, on pensait qu'elle aidait à la fécondité des hommes et des animaux, soignait les maladies et veillait sur les âmes des morts. On peut donc comprendre que les lois du pharaon imposaient une protection rigoureuse des chats. Quiconque tuait un de ces petits félins, risquait la peine de mort. On raconte qu'un dignitaire romain qui tua accidentellement un chat, manqua de se faire lyncher par la population malgré l'appel au calme du pharaon, désireux avant tout que Rome n'intervienne pas sur le territoire,.
Les pharaons tenaient également pour sacré les serpents, les vaches et les poissons, mais le chat demeura toutefois l'animal le plus honoré et sacré d'entre tous. On transmettait de père en fils le culte et le souci du bien-être du chat. Les funérailles des chats s'entouraient de tous les honneurs d'états et la famille d'accueil était en deuil et se rasait les sourcils. Plus la famille était riche et plus les funérailles étaient importantes et le sarcophage somptueux. Des souris embaumées accompagnaient le chat.
En 1890 on a découvert à Tell Basta, l'ancienne Bubastis, autrefois capitale de l'Égypte, plus de 300 000 momies de chats. Elles étaient encore enfermées dans leurs coffrets de bois sculpté ou entourées de roseaux colorés et entrelacés. Les corps étaient enveloppés dans de riches bandelettes de couleurs variées, et la face recouverte d'un masque sur lequel on pouvait distinguer le nez, les yeux, les oreilles et les moustaches.
Le respect des Égyptiens envers le chat était tellement grand que l'on rapporte qu'en 525 av. J.-C., les Perses assiégeaient vainement Péluse. Cambyse II eut alors l'idée d'attacher des chats sur le bouclier des 600 soldats. Les Égyptiens n'osant pas contre-attaquer de peur de toucher les chats, la ville tomba alors aux mains de l'envahisseur Perse.
Le culte de Bastet commença à décliner progressivement à partir de 350 av. J.-C. puis disparut totalement en 390 sous l'ordre d'un décret impérial. Il subsiste cependant de nombreuses peintures murales relatant les différentes étapes de la vie du chat dans la société égyptienne, notamment celle exposée au British Museum à Londres, représentant un chat accompagnant son maître à la chasse et tenant immobilisés deux oiseaux ainsi qu'un troisième dans sa gueule.

### Grèce et Rome antiques
Selon la légende, les Égyptiens refusaient les requêtes pressantes des Grecs de faire commerce des chats, qu'ils vénéraient comme des dieux. Les Grecs décidèrent alors de voler les chats et en ramenèrent au moins six couples en Grèce. Quelques mois plus tard, les premières portées naissaient. Quelques années après, les éleveurs furent en mesure de vendre des chats aux Romains, aux Gaulois et aux autres Celtes. L'espèce se répandit peu à peu dans tous les pays méditerranéens. En Grèce, avant l'arrivée du chat, la fouine, la belette et le furet jouaient le rôle de dératiseurs et protégeaient les récoltes. 
L'accueil du chat en Grèce antique est plutôt mitigé. Sans l'adorer comme le faisaient les Égyptiens, les Grecs adoptent l'animal, tout d'abord à cause de son don de chasseur, mais aussi, parce qu'ils considèrent qu'il est nettement plus agréable à vivre, plus beau, plus raffiné, plus docile, plus propre, et donc, moins malodorant que les furets et les fouines. Le chat est parfois utilisé comme animal de compagnie, bien que les Grecs préfèrent les chiens et les cigales. À l'origine, le chat est un jouet, un cadeau coûteux que l'on rapporte d'Égypte pour offrir aux courtisanes. On raconte qu'une jeune grecque qui tenait absolument à avoir un chat égyptien, rompit avec son fiancé qui refusait de se rendre en Égypte pour lui en ramener un et prit un nouvel amant qui accepta de satisfaire son caprice.
On retrouve cependant des traces de chat dans les représentations grecques montrant une certaine animosité envers le petit félin, avec notamment un socle de statue daté de 480 av. J.-C., montrant des Grecs excitant un chien contre un chat, les oreilles basses et l'échine hérissée, ainsi que dans les textes d'Alexandrie,. Malgré l'accueil plutôt tiède des Grecs envers le chat, celui-ci réussit progressivement à se faire accepter, puis apprécier. Ésope l'associe à la forme féminine, à l'amour et à la beauté.

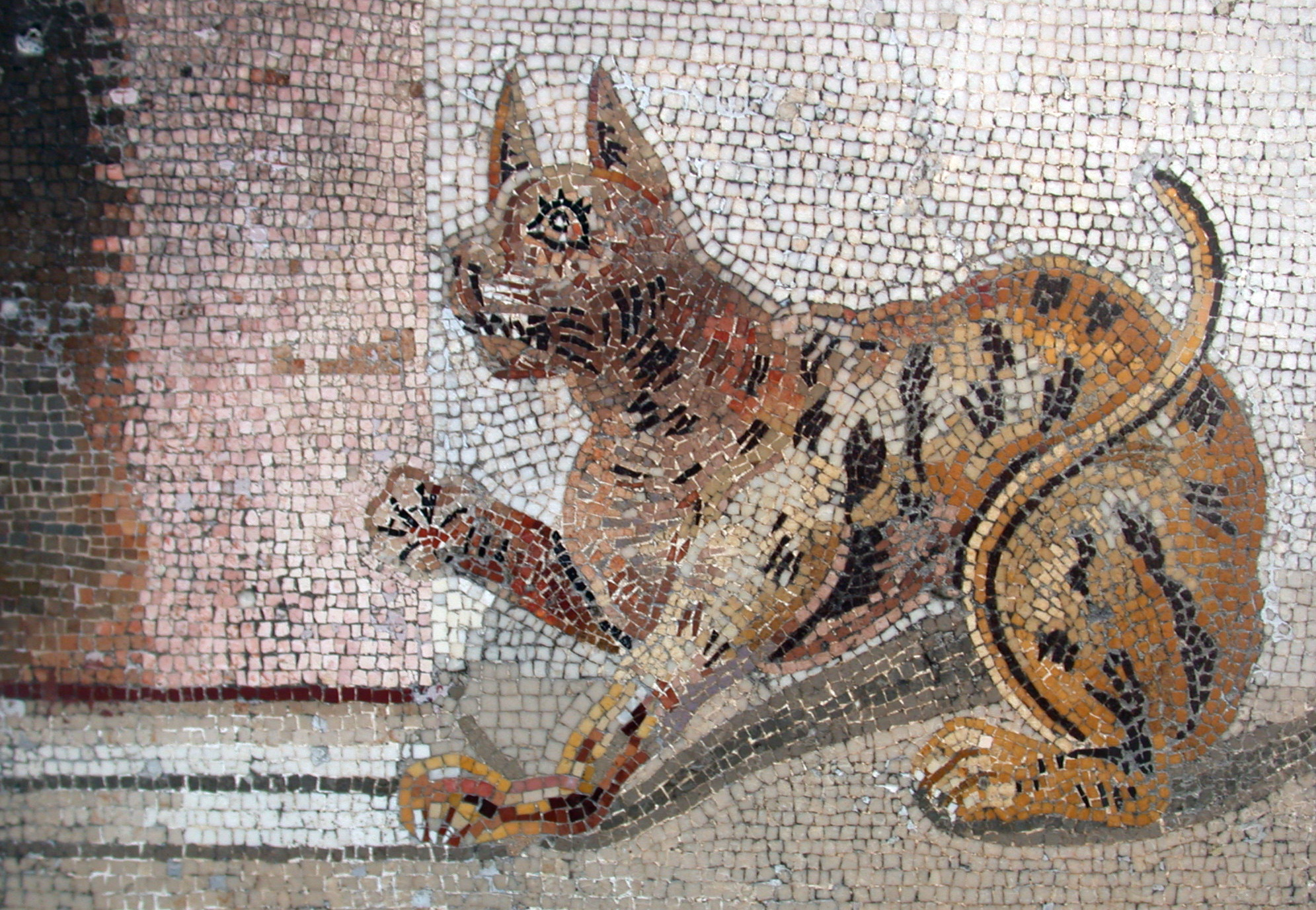
Une mosaïque de Pompéi

En revanche, la Rome antique adopte le chat comme animal de compagnie et comme chasseur de rats. Au départ, seules les familles romaines riches possèdent un chat, mais ce dernier étant un animal prolifique, tous les Romains peuvent par la suite en avoir un. Le petit félin est particulièrement apprécié des soldats romains qui l'emmènent avec eux pendant les campagnes. Ils laissent cependant quelques-uns de leurs chats en route, ce qui contribue à propager l'animal dans toute la Rome antique. Dans les Îles Britanniques, ce sont cependant les marchands phéniciens qui introduisent le chat en l'échangeant contre l'étain des mines de Cornouailles.
Le félin possède même sa propre déesse, Bastet. Au Ier siècle av. J.-C.  dans son Histoire naturelle, Pline l'Ancien décrit le chat comme le protecteur des greniers à grain, apprécié pour sa beauté, son amitié et son indépendance, ainsi que l'attestent les fresques et les mosaïques qui le montrent comme un symbole de liberté.
Dans la société romaine, le chat est alors très en vogue, et plusieurs lieux comportant le mot chat sont issus des conquêtes impériales,.
En 392, après que le culte de Bastet a fusionné avec celui de Diane, l'empereur chrétien Théodose Ier interdit les cultes païens. Les chats subissent alors la méfiance des humains, méfiance qui va durer pendant plusieurs siècles. Au Ve siècle, le chat est établi dans toute l'Europe et les invasions barbares amenant la peste, officialisent le statut du chat comme souricier.

### Monde musulman
En principe, l’image du chat est positive dans l’islam en raison de l’affection qu’éprouvait Mahomet, sauvé de la morsure d’un serpent par son chat Muezza,,. Une autre histoire dit que Muezza s'endormit un jour à côté du prophète sur le lit, ce dernier, obligé de se lever mais ne voulant pas réveiller son chat, découpa un bout de sa djellaba sur laquelle reposait l'animal. On trouve plusieurs autres évocations du chat dans le sunna et traditionnellement, les musulmans sont encouragés à préserver les chats. De plus, maltraiter un chat est considéré comme un grave péché dans l'Islam.

### En Asie

#### Chine

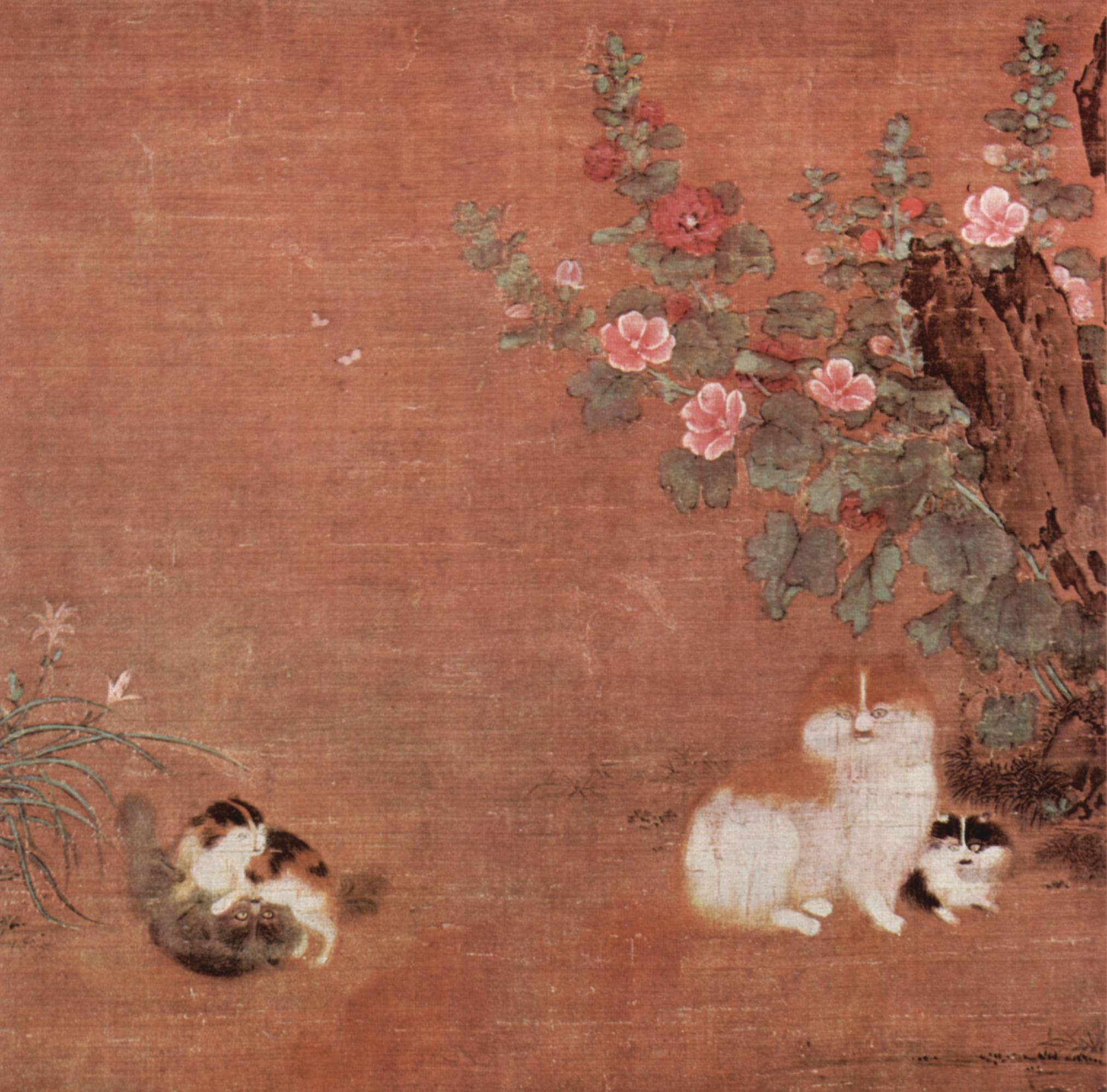
Chats dans le jardin, par Mao Yi, XIIe siècle ; le chat était l'animal domestique favori durant la Dynastie Song,.

L'Asie entreprend de très bonnes relations commerciales avec l'Europe. Le chat est ainsi échangé contre de fines soieries et arriva de cette façon en Chine. Les premières traces de chat que l'on trouve en Chine date de la dynastie Han (206 av. J.-C.-220).
L'animal fut accueilli avec chaleur, pour sa beauté et son don de souricier. Il devient alors un symbole de paix, de fortune et de sérénité de la famille. Le chat est à cette époque un animal domestique réservé aux femmes, on lui prête le pouvoir d'attirer le mauvais sort et d'éloigner les démons à l'aide de ses yeux brillant la nuit. La divinité agreste Li-Show aurait d'ailleurs eu l'apparence d'un chat.

#### Japon

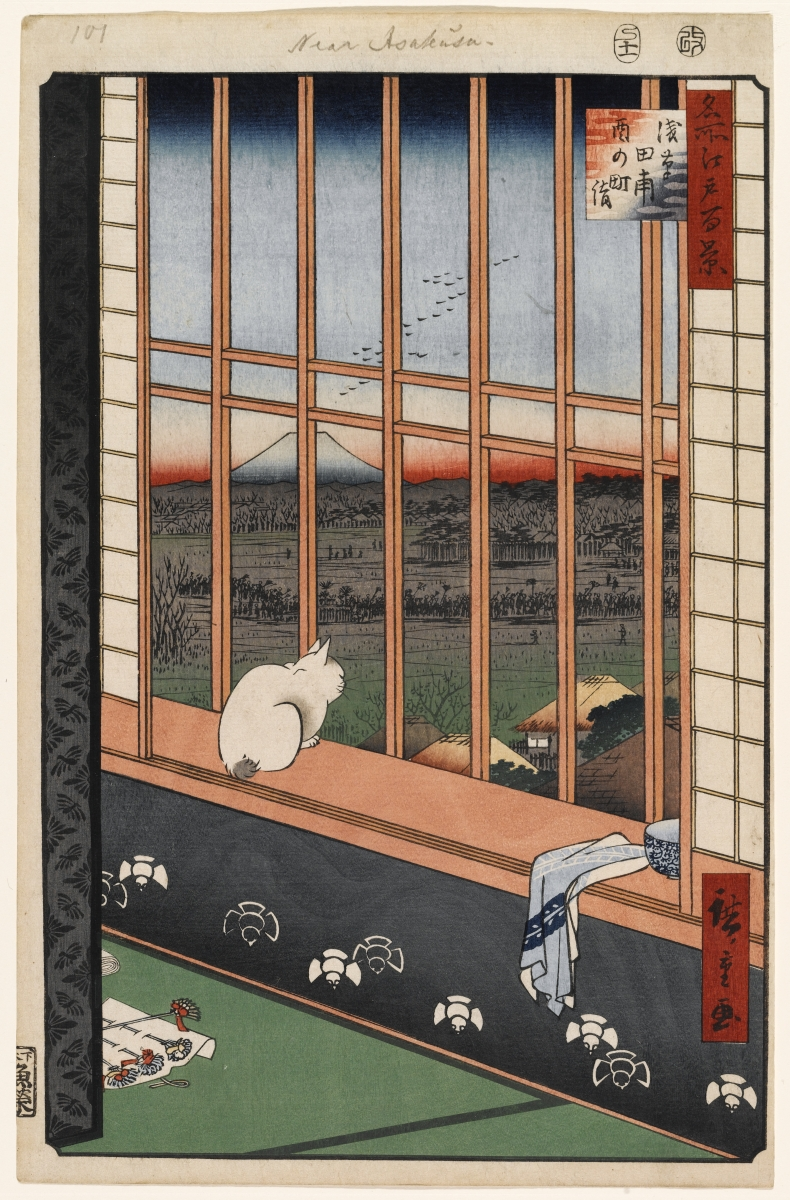
Hiroshige : Cent Vues célèbres de Edo

Les chats arrivent au Japon au VIe siècle en même temps que la doctrine bouddhiste, mais sa réelle introduction date du 19 septembre 999, date de l'anniversaire de l'empereur Ichijo, qui reçut un chat pour ses treize ans. L'image du chat a beaucoup évolué au Japon où il sera considéré tantôt porte bonheur pour son pelage écaille de tortue, tantôt maléfique avec sa queue fourchue. Le succès du chat est si important dans le pays qu'une loi du XVIIIe siècle interdit l'enfermement et le commerce de l'animal. Certaines histoires racontent que les Japonais câlinaient tellement leurs chats que ces derniers finirent par ne plus chasser les souris, qui finirent par proliférer à tel point que les Japonais durent peindre des chats sur les murs de leur maison pour chasser les rongeurs.
Le chat est bien représenté dans l'art japonais, d'abord sous les traits d'un écaille de tortue blanc, puis de plus en plus comme des chats blancs et des chats sans queue : le bobtail japonais. De grands peintres se sont illustrés dans la représentation des chats, comme Utagawa Hiroshige ou Utagawa Kuniyoshi. Utamaro allie toujours les chats avec les belles femmes, ce qui se retrouve dans les poèmes japonais, où le chat est étroitement associé à la grâce de la femme. Symbole de la sensualité, du désir, le chat représente également le charme et la décadence.
Toutefois, il existe également une version sombre et inquiétante du chat, issue de la tradition populaire. Parmi celle-ci, il y a Aïnous le chat revenant, le chat né des cendres d'un monstre, et celui à deux queues d'Okabe. Pierre Loti évoque également dans ses Japoneries d'automne une ronde de chats se réunissant dans un jardin isolé les nuits d'hiver, au clair de lune. La légende du chat-vampire de Nabeshima, très racontée au cours de l'ère Edo, met en scène un chat démon ou un chat vampire s'attaquant à la famille des Nabeshima.

#### Inde
En Inde, le chat est honoré comme en Égypte, et la déesse de la fécondité, Satî, a l'apparence d'un chat, de la même manière que Bastet. Des petites statues en céramique témoignent de cet honneur. On installait dans celles-ci des petites lampes à huile pour effrayer les souris la nuit, de la même manière que les yeux du chat s'illuminent la nuit. Cette faculté fut appréciée aussi pour éloigner les mauvais esprits. Les bouddhistes apprécient la capacité de méditation du chat, cependant ce dernier ne fait pas partie par les canons originaires du bouddhisme. Cette exclusion résulte d'un incident survenu à un chat qui s'était endormi pendant les funérailles du Bouddha.

#### Viêt Nam
Au Vietnam, les chats occupent la quatrième position dans le zodiaque, symbolisant l'année du "Chat". Ils apparaissent dans les peintures de Dong Ho telles que "Le mariage du Rat", et "Le triomphe du Rat," ainsi que dans les sculptures du temple du village de Binh Luc (Quang Ninh) et de la pagode de Linh Quang (Hai Phong). Les chats ont également influencé un art martial appelé "Arts martiaux du Chat" ou "Mieu Quyen", réputé pour ses mouvements gracieux, silencieux et agiles, ainsi que pour son expertise en escalade et en saut. Il inclut des techniques telles que "Le Bond du Chat" avec 32 mouvements, "La Féroce Bataille de Chat" et "La Maîtrise du Chat Blanc." Les chats sont également mentionnés dans des proverbes et des dictons populaires vietnamiens tels que "Malin comme un chat qui se coupe l'oreille", "Des chats qui louent d'autres chats à longue queue", "Se tortiller comme un chat dans une botte de foin", "Un chat grimpeur demande à propos d'une souris disparue" et "La souris s'éloigne pour acheter de la sauce de poisson et du sel pour commémorer l'ancêtre du chat.".
Au Vietnam, il existe une superstition selon laquelle si un chat noir saute par-dessus une personne récemment décédée, cette personne se transformera en esprit vengeur. Un dicton populaire dit "Difficile quand un chat vient, prospère quand un chien vient.", Les peintures sur bois de Dong Ho représentent des souris offrant du poisson et des oiseaux à un chat dans des œuvres connues sous le nom de "Le mariage du Rat" ou "Le triomphe du Rat". Les H'Mong sont parfois appelés "Mèo" au Vietnam, mais cela ne signifie pas nécessairement "chat". En Chine, ils sont désignés par le terme "Miêu", qui a une signification différente. De plus, il existe une légende humoristique sur l'habileté d'un chat à attraper des souris liée à Tú Xuất.
Si le corps d'une personne décédée n'est pas soigneusement gardé et qu'un chat saute par-dessus, le corps se lèvera immédiatement. On croit que les chats nés à l'heure du "Mão" (entre 5 et 7 heures du matin), pendant le mois ou l'année, sont ceux qui ont le lien le plus fort avec le monde des esprits. On dit que les miaulements de minuit d'un chat sont un signe de malheur imminent. Un hurlement qui dure 7 heures indique la mort de quelqu'un, tandis qu'un hurlement de 9 heures est considéré comme l'esprit vengeur du défunt qui entre dans le chat, cherchant la vie des vivants. Les chats qui miaulent fréquemment la nuit sont considérés comme des créatures malveillantes, souvent associées à la mort.

### Europe médiévale
Le chat a plutôt bonne réputation dans l'Europe du bas Moyen Âge, surtout à la campagne, où les paysans l'apprécient pour ses talents de chasseur, particulièrement dans les écuries et les entrepôts. Malgré le jugement de l'église catholique romaine qui le considérait comme une créature démoniaque, les couvents et les monastères s'en servaient contre les rongeurs. Les Irlandais considèrent même que les aliments entrés en contact avec un chat, comme avec d'autres animaux, ne sont plus consommables et deviennent impurs. Les différents pénitenciers éditent des punitions variant d'un jour de jeûne à plusieurs jours d'une diète stricte à base de pain et d'eau pour les gens ayant avalé un quelconque aliment ou liquide entré en contact avec un animal, en connaissance de cause ou non. Au même titre, trop de familiarité avec les animaux et particulièrement avec le chat qui est le seul animal ayant accès à toute la maison, est désapprouvé par l'Église.
Les premières persécutions commencèrent par palier au Ve siècle, saint Patrick puis le pape Grégoire le Grand déclarèrent encore leur affection pour le chat. On peut encore observer à cette époque des chats sur les représentations de sainte Agathe et sainte Gertrude. Le chat bénéficiait encore d'un respect certain au XIe siècle lorsque les premières hordes de rats noirs arrivèrent en Europe pour dévorer les céréales et les fruits.
Le renouveau des cultes païens après la peste noire et la résurgence du culte de Freyja[source insuffisante], la déesse germano-scandinave de la fécondité, vers le milieu du XIVe siècle, provoqua la perte du chat, qui fut désormais associé aux cultes infernaux, manifestement en raison de son adoration passée de la part des païens et surtout de la réflexion de la lumière dans ses yeux, qui passait pour être les flammes de l’Enfer. Dans la symbolique médiévale, le chat était associé à la malchance et au mal, d’autant plus quand il était noir, ainsi qu’à la sournoiserie et à la féminité. Son comportement sexuel démonstratif, son grand besoin de sommeil considéré comme de la paresse et ses vagabondages ont contribué à lui forger une image négative. C’était un animal du diable et des sorcières. On lui attribuait des pouvoirs surnaturels, dont la faculté de posséder neuf vies,. Chez les chats noirs, couleur associée au diable, seule une tache blanche sur le poitrail ou le cou (tache appelée « marque de l'ange » ou « doigt de Dieu ») leur permettait la clémence car on considérait que c'était une manifestation divine.
L'inquisition, le pape Innocent VIII et son édit de 1484, firent alors sacrifier des chats pour les fêtes populaires, ce qui marqua une grande période de persécution pour le félin. Cet édit eut un impact important sur les couches populaires, puis s'étendit lentement à la noblesse.
Le chat était considéré comme le déguisement du diable sur Terre pour ses visites, et fut condamné ainsi que ses maîtres les sorciers et les sorcières. Selon certaines sources[Lesquelles ?], ils furent alors nombreux à être brulés vifs sur les places publiques. D'autres affirment cependant que les rares enquêtes de grande envergure menées dans les archives infirment cette hypothèse. Les condamnations de chats au bûcher seraient aussi marginales que celles de coqs et l'on y trouverait plus de crapauds ou de loups.

Perronneau : Magdaleine Pinceloup de La Grange

En Angleterre, sous le règne de Marie Tudor, on brûla le chat comme le signe de l'hérésie protestante, alors que sous Élisabeth Ire, on le brûlait comme le symbole de l'hérésie catholique.
L'inquisition réunissait dans un même feu de joie les hérétiques, les sorcières, les assassins et les chats pour la nuit de la Saint-Jean. Sur les grand-places de bon nombre de communes, les villageois, érigeaient des bûchers dans lesquels ils jetaient les chats qu'ils avaient capturés.
C'est ainsi que le chat se trouva absent de la grande Peste noire du XIVe siècle. Les croyances durèrent quelques siècles, alimentées par les hommes d'Église ainsi que les souverains et les princes.
Cependant, la Renaissance marqua un certain retour en grâce du chat, principalement en raison de son action préventive contre les rongeurs, dévoreurs de récolte. Il faudra attendre 1648 pour que le roi Louis XIV, grand amateur de chats, fasse interdire le bûcher pour les chats le soir de la Saint-Jean, qu'il qualifiait de tradition barbare et primaire. Cependant ce n'est qu'après la Révolution française que les bûchers sont considérés unanimement comme des superstitions et des actes de cruauté.

#### Utilisations du chat
Durant le Moyen Âge, outre pour la chasse aux souris, le chat est utilisé à plusieurs fins, notamment médicales et alimentaires.
La médecine médiévale a utilisé diverses parties provenant des chats pour la préparation d'onguents et de médicaments. Fréquemment, des excréments de chats entrent dans la préparation de recettes censées ralentir la chute de cheveux ou guérir la fièvre ou l'épilepsie. La graisse et la moelle de chat se retrouvent dans les préparations soignant l'arthrite et autres douleurs articulaires ainsi que la goutte et les chairs de chats sont utilisées pour soigner les maux de dos ou traiter les hémorroïdes. Certains traités de médecine précisent même la couleur du chat à employer suivant que l'affection soit de cause chaude ou froide. Dans le cas d'un mal de cause chaude un chat noir est conseillé, tandis qu'un chat blanc est indiqué pour les maux de cause froide.
Dans les périodes de famine ou de siège, le chat est consommé comme viande. C’est une ressource qui présente l'avantage d'être peu chère et facilement trouvable. Manger du chat est toutefois considéré comme une barbarie lorsque c'est une question de goût et non de nécessité, du moins en France. Il semblerait que l’Espagne consomme du chat de façon plus régulière, hors des périodes de famine. Des recettes de rôti de chat ont été éditées par Ruperto de Nola, auteur du premier livre de cuisine en espagnol et cuisinier du roi de Naples.
Le chat domestique a également été utilisé pour sa fourrure durant tout le Moyen Âge. Les fourrures provenant de chats étaient avant tout destinées au peuple et non à la noblesse car elles étaient peu chères et comparées en qualité à celles des lapins, agneaux et renards. On en faisait des couvertures, carpettes ou coussins de chaises. Les pelletiers, commerçants de peaux, attrapaient les chats de la rue ou récupéraient les cadavres avant de les dépecer et revendre leur peau. Il était alors courant de conseiller de brûler les poils de son chat afin qu’il vagabonde moins et ne se fasse pas attraper par un pelletier.

### Époque moderne

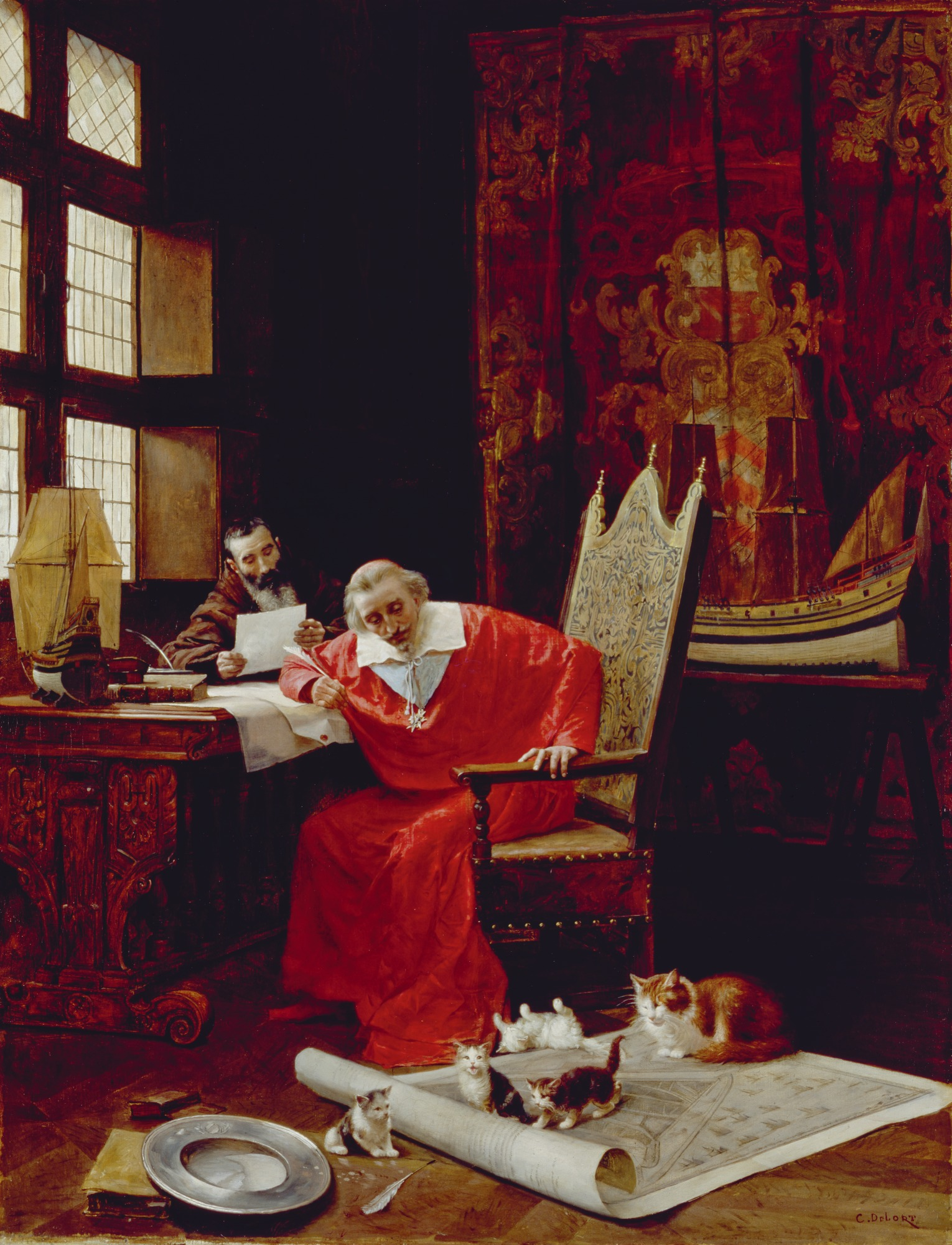
Le cardinal de Richelieu et ses chats vers 1630 (tableau de Charles Édouard Delort, fin XIXe siècle).

Les ravages de la peste noire auront aidé à la réhabilitation du chat et l'on commence à le mentionner comme animal familier dans les textes à partir du XVIIe siècle. C'est finalement Louis Pasteur qui fut à la base du renouveau d'affection à l'égard du chat. Grâce à ses découvertes scientifiques du milieu du XIXe siècle, et les débuts d'explication de la nature et de la transmission des maladies par les microbes et non par les sorcières, il montra que le chat était un parfait exemple d'hygiène car il se lave jusqu'à vingt fois par jour. Les dons de souricier du félin recommencèrent à être apprécié et le premier félin vendu au Paraguay, sera échangé contre une livre d'or en barre. Le chat prend alors service dans les magasins, les bureaux, les entrepôts, les fermes et les navires, des compagnies d'assurances vont même jusqu'à exiger que des chats soient présents sur les cargos.
Le monde artistique aidera aussi à la réhabilitation du petit félin particulièrement grâce au mouvement romantique du XIXe siècle. Le chat sera utilisé à partir de là dans tous les arts, que ce soit la musique, la peinture ou le cinéma,. 
Si l'on trouve encore aujourd'hui certaines croyances et superstitions autour des chats et de leurs caractères maléfiques, ce sont les dernières traces de peur et de méfiance issues des siècles passés.

#### Apparition des races
Le premier inventaire de race de chat est effectué par le naturaliste suédois Linné, il y distingue quatre grandes races félines : Catus domesticus, Catus angorensis, Catus hispanicus et Catus coeruleus. Cette classification restera jusqu'au milieu du XIXe siècle, où la félinotechnie moderne, en Angleterre, va modifier cet ordre. Le traité de zootechnie spéciale de Cornevin de 1897, va ajouter à la liste une race de chat chinois aux oreilles tombantes, qui devait ressembler au scottish fold, mais qui a disparu aujourd'hui, une race du Japon qui devait ressembler à l'actuel bobtail japonais, et une race sans queue, appelée aujourd'hui Manx.
La race espagnole disparaît au début du XXe siècle, et est rattachée au chat domestique. Mais les races persan et abyssin sont ajoutées. Le nombre de race va alors jusqu'à maintenant ne plus arrêter d'augmenter car on est passé de 8 races en 1900 à entre 25 et 30 en 1989, puis aux alentours d'une centaine aujourd'hui.
Les expositions et les concours ont joué un rôle important dans le développement des races. La première exposition féline se tint à Winchester en Angleterre, en 1598, pour la Saint Gilles , cependant, la première exposition moderne féline fut organisée au Crystal Palace de Londres en 1871, par Harrison Weir. Plus de 170 chats y étaient réunis, répartis dans les catégories British shorthair et Persan. Cette exposition marque le début de la définition des standards des races. En France, la première exposition fut organisée par le Cat Club en 1925.
Aux États-Unis ce fut celle du Madison Square Garden à New York en 1898 qui rendit populaire les expositions, et les fit se répandre en Australie, au Canada, en Nouvelle-Zélande, en Afrique du Sud, au Japon et en Europe. Les expositions furent interrompues pendant la Seconde Guerre mondiale mais reprirent progressivement, pour finalement se multiplier et se démocratiser.
Ces expositions sont organisées par les fédérations dont une des plus anciennes est la britannique GCCF fondée en 1910 par la fusion du National Cat Club et du Cat Club. Aux États-Unis, c'est la Cat Fancier Association, qui fut fondée en 1899. En Europe continentale, c'est la fédération internationale féline qui est la plus importante, fondée en 1949 à l'initiative du Cat club de Paris, elle regroupe la majeure partie des pays de l'Europe continentale.